# In Form und Zeitmass einer Passacaglia (de la Sonata nº 5, op. 11)

## La Sonata op. 11 n.º5[1]
Paul Hindemith comenzó a componer esta sonata en 1918 mientras servía en el ejército alemán durante la Primera Guerra Mundial, a la vez que se encontraba inmerso en la composición del resto de sonatas que conforman su op. 11 (dos para violín/piano, una para cello/piano, una para viola/piano y la que nos ocupa).
La termina en 1919 cuando se encuentra de vuelta en Frankfurt tras la guerra, publicándola ese mismo año, pero sin estrenarla hasta 1920 en un recital en Friedburg. El último movimiento de la sonata se ve claramente influido por la Chacona de la Partita para violín solo n.º 2 (BWV 1004)para violín solo de J. S. Bach. Con una longitud desproporcionada con respecto al resto de movimientos, su título nos da una pista sobre su referente: In Form und Zeitmass einer Passacaglia. La chacona es una forma musical que se caracteriza por estar construida a base de variaciones sobre un bajo armónico que se repite; y la passacaglia, del mismo modo, suele emplear un bajo sobre el que irá desarrollando variaciones, usualmente en compás ternario. Según dice Manfred Bukofzer “en ocasiones los compositores han utilizado ambos términos indiscriminadamente, por lo que los intentos modernos de establecer una clara distinción son arbitrarios e históricamente infundados”. Hindemith, que con total seguridad era un gran conocedor de la literatura de violín y de este hecho, escribe una passacaglia brillante en un claro homenaje a J.S. Bach.

## Análisis estructural
Este movimiento, al estar escrito In Form und Zeitmass einer Passacaglia, se caracteriza por la elaboración mediante variaciones de un tema principal, lo cual va a conformar su estructura. El tema aparece en los cuatro primeros compases. Paul Hindemith será fiel a su lenguaje a pesar de utilizar una forma barroca y es por eso que los elementos que caracterizan y que van a servir para elaborar las variaciones no son los que serían usuales (bajo y melodía). La esencia de este tema son las dos negras tenute iniciales (que también aparecen al final del segundo compás), que con los matices de su particular sistema tonal siempre irán alternando funciones de dominante y tónica (lo cual analizaremos más adelante). Como veremos en el análisis motívico, hay variaciones que repiten de forma más o menos fiel también el ritmo, pero como hemos dicho, lo verdaderamente esencial son las dos negras que quedan marcadas por el tenuto. Partiendo de esto, podemos establecer cinco secciones principales, siendo la última de ellas la Coda final.
La primera de ellas, la cual se ha señalado como A sin que esta denominación tenga nada que ver con el contenido temático, comprendería desde el comienzo hasta el compás 40. En ella, como es natural, aparece la presentación del tema y se comienzan a realizar las primeras variaciones, siendo en total 9 en esta primera sección. Si tuviésemos que establecer una división interna dentro de A, la entrada de la variación sexta sería el punto de inflexión, con la aparición de las dos negras con las mismas notas que en el tema, remarcadas con la indicación de fortísimo y gehalten (sostenuto). La primera mitad resultante de esta división tendría un carácter más contenido, estableciendo con claridad la alternancia de variaciones, mientras que la segunda, especialmente a partir del lebhaft fliessend (donde las negras se pierden y quedan marcadas por los acentos en las corcheas), genera cierto movimiento en busca de la siguiente sección. A continuación, nos encontramos con una sección B (c. 40-97) en la que se pierden las variaciones, teniendo un carácter de transición/desarrollo muy marcado. A pesar de ello, encontramos algunas señales que nos remiten al tema, como las articulaciones por lo general de cuatro en cuatro compases de las frases (señaladas en rojo) y algunos acentos naturales que recuerdan a las dos negras tenuto (c. 49, 50, 53 y 54). Podríamos establecer tres divisiones dentro de B:
- B1 (c. 41-54): es la primera sección donde el ritmo queda reducido a una sucesión de semicorcheas y establece una ascensión de matiz y tensión que va desde el pianísimo al fortísimo del lebhaft.
- B2 (c. 55-56): en ella empezamos a encontrar un atisbo de clara tonalidad con la pedal de la, que como veremos es dominante de la tonalidad de la siguiente sección.
- B3 (c.65-97): con un marcado carácter virtuosístico, al llegar a ella sentimos claramente la tonalidad de re menor pero modulará a fa mayor para concluir presentando dos variaciones más del tema principal, las cuales vuelven a ser bastante rítmicamente fieles al original.

La siguiente sección, C (c. 98-129), vuelve a tratarse de una sección en la que se suceden diferentes variaciones, que en esta ocasión tendrán la particularidad de ver reducida su duración (dos compases en lugar de cuatro) y de estar en modo mayor (Si M), apareciendo un total de 11 variaciones. El punto de inflexión dentro de esta variación estaría en el compás 114, donde cambia la figuración y nos encontramos en una nueva tonalidad (fa# mayor). De nuevo nos encontramos al llegar a D (c. 130-193) con una sección con un carácter de desarrollo en la que no aparecen variaciones, a pesar de que de nuevo podamos encontrar grupos de cuatro compases y ciertas reminiscencias de las negras iniciales (señaladas en verde). La tensión que se va generando a partir del compás 130 se vería conducida hasta el final de 154, donde el calderón serviría para establecer un nuevo comienzo que nos lleva hasta a la coda final.
Por último, encontramos una reaparición del tema en su forma original, lo cual nos indica el comienzo de la Coda (c. 193-final) en la que aparecería además una variación 1’ que desarrolla la parte final para dotarla de carácter conclusivo.

## Análisis tonal
Se trata de una obra que carece de una tonalidad clara de principio a fin, pero sí que podemos establecer diferentes centros tonales. Es significativo cómo Hindemith hace uso de estos centros para establecer las diferentes secciones y para dotar de movimiento a aquellas que tienen un carácter de desarrollo. 
El tema presenta una cadencia muy clásica en ReM, pero no parece que esta tonalidad vaya a tener ningún tipo de relevancia a lo largo de la obra. Podríamos entender, aunque sea un poco rebuscado, las dos primeras negras en do, siendo la primera una dominante (sol) con la quinta disminuida y la segunda, la tónica, también con la quinta disminuida. De todos modos, creo que Hindemith pretendía que los dos primeros acordes nos descolocaran tonalmente hablando, por lo que buscarle una explicación tonal carece de sentido. Las distintas variaciones presentan algunas cadencias claras (indicadas en naranja), pero no podemos decir que haya tonalidades que imperen y se vayan alternando.
Como ya hemos comentado en el análisis estructural, tras la pedal de dominante (c.55-64), llegamos a una sección que nos sitúa claramente en re menor pero que nos terminará conduciendo a su relativo mayor, fa. En las variaciones 10 y 11 es donde las dos negras tienen más claramente funciones de dominante y tónica (marcado en naranja), lo cual nos introduce en el carácter tonal que tendrá el Viel langsamer. 
La sección C, articulada en dos secciones, presenta la tonalidad de Si mayor en la primera y Fa#M en la segunda. Los compases 98-113 serán los compases más estables en este aspecto, lo cual ayuda a generar una sensación de calma en nuestros oídos (poco acostumbrados a la falta de centro) que potencia el carácter contrastante de la sección. En los compases 114-154 perdemos esa estabilidad pero todavía existen múltiples referencias tonales que nos mantienen situados en torno a diversos centros. Es necesaria una descentralización que nos conduzca hasta la reaparición del tema en la Coda y esto es lo que sucederá en los compases 155-193. 
En la Coda no debemos pretender encontrar una cadencia final, ya que Hindemith inicia un proceso descendente a partir de 202 en el que el carácter conclusivo lo da la bajada y la potencia sonora de la viola en ese timbre (cualidad que el compositor conocía bien). 

## Análisis comparativo con la ChaconaBWV 1004
Como ya hemos señalado en la introducción, aunque Hindemith no dejase constancia de ello, esta passacaglia es claramente un homenaje a la chacona de la segunda partita para violín solo de J. S. Bach.
El hecho de mayor claridad (aparte de que ambas obras estén en tres por cuatro al tratarse de chacona y passacaglia, y de que ambos temas tienen cuatro compases) es la aparición de una sección central en modo mayor: en el caso de Bach c. 133-208 y en Hindemith c. 98-129. Es curioso como en el caso de Hindemith todo es tonalmente ambiguo salvo esa sección, la cual necesariamente ha de ser en modo mayor de forma clara para que se entienda la referencia a Bach. 
Del mismo modo, la forma de preparar esta sección es similar en ambas obras. J. S. Bach articula a partir del compás 81 (en la var.20) las semicorchesas de dos en dos y a continuación emplea bariolage para preceder una variación en la que las protagonistas serán virtuosas fusas que nos conducirán a una última reaparición del tema para cerrar la primera gran mitad. Hindemith emplea también la articulación de dos en dos (a partir de c.49) y el bariolage (el lebhaft). A continuación desarrollará la sección virtuosa (con seisillos de semicorcheas en lugar de fusas) en los compases 65-89, teniendo una duración mayor este episodio que en el ejemplo de Bach. Aparecerá el tema de nuevo en el compás 90 (aunque variado) para cerrar también esta primera gran mitad.
La sección mayor nos produce en ambos casos una sensación de calma tras el virtuosismo precedente y de forma progresiva irá complicándose hasta reconducirnos al carácter anterior. Es significativo el parecido entre los compases 169-176 de Bach y los compases 130-137 de Hindemith, con la sensación de dos voces que se van respondiendo repitiendo de forma consecutiva tres notas. 
Para conducirnos hasta la reaparición del tema ambos compositores utilizarán fusas que irán generando una gran tensión con su velocidad, la cual intensifica el alivio que siente la audiencia al escuchar el tema de nuevo (Bach c.248 y Hindemith c. 191-193). 
Podemos concluir diciendo que la Passacaglia compuesta por Paul Hindemith es una reinterpretación brillante de esta forma barroca, empleando un lenguaje muy personal e innovador en su momento, pero rindiendo de forma evidente un homenaje al gran referente dentro del género y de la literatura para instrumento solo, que es la Chacona BWV 1004 de J.S. Bach. Puedo añadir desde mi experiencia como intérprete que Hindemith consigue esto además utilizando un lenguaje muy idiomático, algo que pudo hacer al ser un conocido violista, del mismo modo que Bach compuso su Chacona desde el absoluto conocimiento del violín.